# Кам'яниця Кочубея

Загальний вигляд

План-схема кам'яниці Кочубея

Кам'яниця Кочубея (будинок генерального суду) — пам'ятка цивільної архітектури кінця XVII століття Знаходиться в м. Батурині Чернігівської області, на території старого парку. Збудована за часів гетьмана Дем'яна Многогрішного як будинок генерального суду. Пізніше належав генеральному судді Лівобережної України Василю Кочубею.
Дослідження показали, що в XIX столітті древні стіни, що збереглися, по зовнішньому периметру були обкладені новою кладкою. Наземна частка будівлі виявилася як би включеною у футляр і завдяки цьому збереглася.
Під час реставрації, щоб заощадити кошти, частину будинку розібрано. Пороблено нові сволоки всередині, дах, димарі нового фасону; кахляні печі замінено новими простими, добудовано дерев'яну прибудову.
Під час другої світової війни будинок сильно постраждав, залишилися цілими тільки підвал і частина зовнішніх стін.
Споруда цегляна, тинькована, побілена. Первинний периметр в плані близький до квадрата, поділений на сіни і прямокутну камеру. Цьому периметру відповідає підвальне приміщення, що складається зі сполучених арочним отвором двох камер: одної — прямокутної з вікном і глибокими нішами, другої — квадратної в плані. Обидві камери перекрито напівциркульними склепіннями з розпалубками. У підвал веде спеціальний вхід, розміщений в невеликих прямокутних в плані сінях, де знаходяться круті сходи, що ведуть у підвал і на горище. Об'єм первинної споруди з підземним поверхом, що чудово зберігся, і наземною частиною представляє велику цінність і інтерес як кам'яниця кінця XVII ст.
В 1975 р. у будинку відкрито історико-краєзнавчий Батуринський музей, в 1994 включено в Батуринський державний історико-культурний заповідник «Гетьманська столиця», а у 2005 будівлю відреставровано і розміщено музей.